# Raissac d'Aude
Raissac-d'Aude (en occità Raissac d'Aude) és un municipi francès situat al departament de l'Aude i a la regió d'Occitània.